# Paraphasma
Paraphasma is een geslacht van Phasmatodea uit de familie Pseudophasmatidae. De wetenschappelijke naam van dit geslacht is voor het eerst geldig gepubliceerd in 1906 door Redtenbacher.

## Soorten
Het geslacht Paraphasma omvat de volgende soorten:
- Paraphasma amabile Redtenbacher, 1906
- Paraphasma cognatum Redtenbacher, 1906
- Paraphasma conspersum Redtenbacher, 1906
- Paraphasma dentatum (Piza, 1937)
- Paraphasma fasciatum (Gray, 1835)
- Paraphasma maculatum (Gray, 1835)
- Paraphasma marginale Redtenbacher, 1906
- Paraphasma minus Redtenbacher, 1906
- Paraphasma paulense Rehn, 1918
- Paraphasma quadratum (Bates, 1865)